# U.S. Retrace
U.S. Retrace è una compilation del duo inglese voce-batteria The Creatures, pubblicato nel 2000 dall'Instinct Records solo negli Stati Uniti.

## Il disco
Ha raccolto materiale rimasto fuori da diversi singoli, nonché l'EP Eraser Cut del 1998.
La prima apparizione di All She Could Ask For è stata sulle cassette promozionali di Anima Animus, come il brano di chiusura dell'album, ma quando il disco è stato pubblicato non è stato incluso nella lista finale delle tracce. La band, tuttavia, ha deciso di aprire tutti i concerti del 1999 eseguendo questo pezzo atmosferico.
Come uscita in CD, U.S. Retrace è stata prevista solamente negli Stati Uniti, giacché l'Instinct Records non aveva estratto alcun singolo dal CD disponibile in quel paese. Il titolo è un anagramma del nome del gruppo.

## Tracce
1. Pinned Down (dall'EP Eraser Cut) - 3:26
2. Guillotine (dall'EP Eraser Cut) - 4:24
3. Turn It On (Bound'n'Gagged Mix) (dal singolo 2nd Floor) - 5:11
4. All She Could Ask for (dal singolo Say) - 4:43
5. Broken (dal CD singolo Say) - 4:54
6. Turn It On (Emperor Sly's Elemental Mix)  (dal CD singolo Prettiest Thing) - 5:12
7. Thankyou (dall'EP Eraser Cut) - 2:56
8. Slipping Away (dall'EP Eraser Cut) - 5:08